# Карл I Людвиг
Карл I Людвиг Пфальцский (нем. Karl I. Ludwig von der Pfalz; 22 декабря 1617, Гейдельберг — 28 августа 1680, Эдинген-Неккархаузен, Карлсруэ) — курфюрст Пфальца, прозванный возобновителем Курпфальца после потрясений Тридцатилетней войны. Сын курфюрста Фридриха V Пфальцского (из династии Виттельсбахов) и английской принцессы Елизаветы Стюарт.

## Биография
Ребёнком разделял судьбу отца и долго не мог вернуть свои владения. Вместе со своим братом Рупертом Карл Людвиг набрал войско в 1638 году, но был разбит при Гофельде. Лишь Вестфальский мир вернул Карлу Людвигу Пфальц и восьмое курфюршество, однако теперь пфальцское курфюршество было по достоинству ниже других семи.
Его правление, несмотря на новые военные тяготы, восстановило благосостояние страны. Его переписку с сестрой Софией Ганноверской и пфальцграфиней Анной издал Bodemann (Лейпциг, 1885 год).

## Потомки
Карл I Людвиг женился 22 февраля 1650 года в Касселе на принцессе Шарлотте Гессен-Кассельской (1627—1686), дочери ландграфа Вильгельма V и Амалии Елизаветы Ганау-Мюнценбергской. В браке родилось трое детей:
- Карл (1651—1685), женат на принцессе Вильгельмине Эрнестине Датской
- Елизавета Шарлотта (1652—1722), замужем за герцогом Филиппом Орлеанским
- Фридрих (1653—1654)

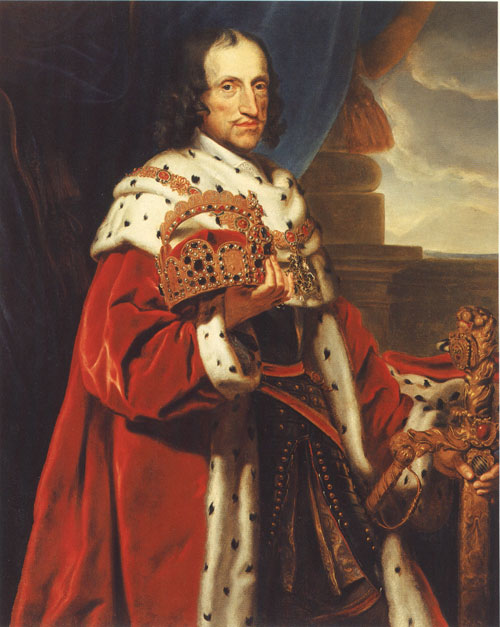
Портрет Карла I Людвига, кисти Иоганна Баптиста Руэла 1676, из коллекции Курпфальцского музея

Уже в 1653 году у супругов возникли серьёзные разногласия. После оспоренного в суде развода 14 апреля 1657 года Карл I Людвиг вступил в Гейдельберге 6 января 1658 года в морганатический брак с Марией Луизой фон Дегенфельд. В этом браке родилось 13 детей. В 1667 году Луиза фон Дегенфельд от имени своих потомков отказалась от любых претензий на наследство, и Карл Людвиг возвёл их в титул рауграфов.
Когда сын Карла Людвига Карл II умер 16 мая 1685 года в Гейдельберге, не оставив законного наследника, король Франции Людовик XIV заявил о своих претензиях на всё личное имущество Карла II и часть земель Пфальца от имени своего брата, герцога Орлеанского, который был женат на сестре умершего курфюрста Елизавете Шарлотте. Император Священной Римской империи Леопольд I и рейхстаг отказали французскому королю в его требованиях. Как следствие, Людовик XIV попытался добиться своего силой, начав войну за наследство. В 1689 году и вновь в 1693 году по приказу Людовика XIV были сожжены Гейдельберг и прилегающие к нему территории курфюршества.